# Zbigniew Czarnocki
Zbigniew Czarnocki (ur. 1954 w Warszawie) – polski chemik, profesor nauk chemicznych, profesor zwyczajny Uniwersytetu Warszawskiego, specjalista w zakresie chemii organicznej i syntezy enancjoselektywnej.

## Życiorys
Absolwent VI Liceum Ogólnokształcącego im. Tadeusza Reytana w Warszawie (1972) i Wydziału Chemii Uniwersytetu Warszawskiego (1977). Od 1977 roku pracownik naukowy Wydziału Chemii UW. W 1983 roku uzyskał stopień naukowy doktora na Wydziale Chemii UW (promotor Jerzy Tadeusz Wróbel), a w 1993 roku habilitował się tamże na podstawie pracy Enancjoselektywna synteza alkaloidów izochinolinowych. W 2002 roku otrzymał tytuł profesora nauk chemicznych.
Od 1996 roku kierownik Pracowni Chemii Związków Naturalnych, w latach 1996–2002 prodziekan Wydziału Chemii UW, od 2010 roku profesor zwyczajny UW. Od 2012 roku pełni funkcję kierownika Międzywydziałowych Studiów Ochrony Środowiska Uniwersytetu Warszawskiego.
Członek Amerykańskiego Towarzystwa Chemicznego, International Society for Tryptophan Research oraz Athens Institute for Education and Research.

## Odznaczenia i nagrody
- Nagroda naukowa Rządu Kanady (1987)[3]
- Nagroda Polskiego Towarzystwa Kryminalistycznego za osiągnięcia naukowe (2004)[3]
- Złoty Krzyż Zasługi (2005)[3][5]
- Nagroda im. Wojciecha Świętosławskiego za osiągnięcia naukowe (2009)[3]
- Nagroda im. Arkadiusza Piekary za najlepiej oceniany wykład kursowy (2009)[3]
- Nagroda Polskiego Towarzystwa Kryminalistycznego za osiągnięcia naukowe (2010, po raz drugi)[3]